# Premiile Academiei Române pentru anul 2020
Premiile Academiei Române pentru anul 2020 au fost acordate în 7 decembrie 2022, în Aula Academiei Române.
Sunt indicate obiectul acordării premiului, cel mai adesea o lucrare, autorul acesteia și țara de reședință a autorului. În cazul în care nu este indicată țara, autorul este din România.

## I. Filologie și literatură

### Premiul „Timotei Cipariu“
- Crestomația limbii române vechi, volumul al II-lea (1640-1715)

### Premiul „Bogdan Petriceicu Hasdeu“
- Cronologia vieții literare românești (CVLR) 1970-1979)

### Premiul „Ion Creangă“
- Vântul, duhul, suflarea, Andreea-Corina Răsuceanu

### Premiul „Titu Maiorescu“
- Ochii minții, Irina Petraș

### Premiul „Lucian Blaga“
- Întoarcerea la Marele Will sau Reconsiderarea canonului shakespearian, George-Valentin Volceanov
- Brâncuși, Pavel Șușară

### Premiul „Mihai Eminescu“
- Omul cu vâslă pe umăr, Dinu Flămând

### Premiul „Ion Luca Caragiale“
Premiul nu a fost acordat.

## II. Științe istorice și arheologie

### Premiul „Vasile Pârvan“
- Începuturile culturii Monteoru. Așezarea de la Năeni-Zănoaga Cetatea 2, Mihai-Dan Constantinescu
- Living on the River. A study of the interactions in the lower Danube Gorge in the late Iron Age and Early Roman Times, Andreea-Maria Drăgan

### Premiul „Dimitrie Onciul“
- Octavian C. Tăslăuanu, Spovedanii. Volumele I-V, VI-VIII, IX-XV, George-Bogdan Tofan

### Premiul „George Barițiu“
- Uivar „Gomilă“. A prehistoric tell settlement in the Romanian Banat, Florin Drașovean[1] și Wolfram Schier (Germania)

### Premiul „Nicolae Iorga“
- „Auf nach Rumänien!“ Beligeranța germano-română, 1916-1918, Claudiu-Lucian Topor

### Premiul „Nicolae Bălcescu“
- „Războiul sfânt“ al rasei: eugenia și protecția națiunii în Ungaria: 1900-1919, Marius Turda

### Premiul „A.D. Xenopol“
- Revista „Arhiva“: bibliografie analitică precedată de un studiu monografic, Mircea-Cristian Ghenghea

### Premiul „Mihail Kogălniceanu“
- Un cărturar de altădată: Constantin Erbiceanu (1838-1913), Leonidas Rados

### Premiul „Eudoxiu Hurmuzaki“
- Corpus Draculianum: Documentele și cronicile relative la viața și domnia voievodului Vlad Țepeș (1437-1650) vol. I, tom I și II, Albert Weber (Germania), Adrian Gheorghe, Ștefan Marinca (Germania), Alexandru Ștefan Anca (Germania)

## III. Științe matematice

### Premiul „Simion Stoilow“
- The Polynomial Carleson operator, Victor-Daniel Lie

### Premiul „Gheorghe Țițeica“
- Higher order energy functionals, Dumitru-Cezar Oniciuc

### Premiul „Gheorghe Lazăr“
- Grupul de lucrări: Contribuții la probleme de ecuații diofantice și L-funcții Artin, Mircea Cimpoeaș

### Premiul „Grigore C. Moisil“
Propunere făcută împreună cu Secția de știința și tehnologia informației

### Premiul „Spiru Haret“
- Grupul de lucrări: Metode și modele matematice în elasticitatea neliniară, Ionel-Dumitrel Ghiba

### Premiul „Dimitrie Pompeiu“
Premiul nu a fost acordat.

### Premiul „Petre Sergescu“ (Istoria științelor și tehnicii)
Secția de științe matematice nu are propuneri.

## IV. Științe fizice

### Premiul „Constantin Miculescu“
- Grupul de lucrări: Studiul corelației dintre caracteristicile microstructurale și proprietățile de câmp intens, ale sistemelor oxidice ceramice, Lavinia-Petronela Curecheriu

### Premiul „Dragomir Hurmuzescu“
- Grupul de lucrări: Tratarea apei cu plasmă netermică și potențialul de utilizare a acesteia în agricultură, Monica Măgureanu

### Premiul „Ștefan Procopiu“
Premiul nu a fost acordat.

### Premiul „Horia Hulubei“
Premiul nu a fost acordat.

### Premiul „Radu Grigorovici“
- Grupul de lucrări: Studii privind straturile subțiri pentru aplicații în domeniul celulelor fotovoltaice, Marcela Socol

## V. Științe chimice

### Premiul „Costin D. Nenițescu“
Premiul nu a fost acordat.

### Premiul „I. G. Murgulescu“
Premiul nu a fost acordat.

### Premiul „Gheorghe Spacu“
Premiul nu a fost acordat.

### Premiul „Nicolae Teclu“
- Grupul de lucrări: Compozite polimerice miez/multistrat polielectrolitic pentru îndepărtarea unor poluanți din ape contaminate, Florin Bucătariu
- Grupul de lucrări: Catalizatori heterogeni cu aplicații catalitice și fotocatalitice, Florentina Neațu, Ștefan Neațu și Mihaela-Mirela Trandafir

### Premiul „Cristofor I. Simionescu“
- Grupul de lucrări: Formulări pe bază de polimeri pentru eliberare controlată de medicamente, Daniela Ailincăi

## VI. Științe biologice

### Premiul „Emil Racoviță“
- Suită de 7 lucrări (2017-2020) cu tema: Biologia sistemică a îmbătrânirii, Robi Marcel Tăcutu

### Premiul „Grigore Antipa“
- Grup de 8 lucrări (2014-2020) în domeniul: Platformele Celulare Biosenzoristice, Mihaela Gheorghiu

### Premiul „Nicolae Simionescu“
- Suită de 22 lucrări (2015-2020): Un concept unitar pe baza studiilor celulelor retinale ganglionare (CRG), neuronii care transmit informația vizuală de la ochi la creier, Tudor Constantin Badea

### Premiul „Emanoil Teodorescu“
Premiul nu a fost acordat.

## VII. Științe geonomice

### Premiul „Grigore Cobălcescu“
- Early Pleistocene freshwater fishes of Copăceni (Dacian Basin, southern Romania), Ștefan Vasile, Oleksandr Kovalchuk (Ucraina), Alexandru Petculescu, Marton Venczel
- Microaerophilic Fe-oxidizing micro-organisms in Middle Jurassic ferruginous stromatolites and the paleoenvironmental context of their formation (Southern Carpathians, Romania), Mihaela Grădinaru, Iuliana Lazăr[1], Mihai Ducea[1] (SUA), Lucian Petrescu[1]

### Premiul „Ludovic Mrazec“
- Rare earth element (REE) enrichment of the late Ediacaran Kalyus Beds (East European Platform) through diagenetic uptake, Ion Francovschi, Eugen Grădinaru[1], Relu-Dumitru Roban[1], Mihai Ducea[1] (SUA), Valerian Ciobotaru (Republica Moldova), Leonid Shumlyanskyy (Ucraina/Australia)

### Premiul „Gheorghe Munteanu-Murgoci“
- Capcane subtile în sistemele petroliere din România, Doru Cătălin Morariu

### Premiul „Ștefan Hepites“
Premiul nu a fost acordat.

### Premiul „Simion Mehedinți“
- Relieful din Depresiunea Transilvaniei, Gheorghe Roșian
- Vulnerabilitatea așezărilor umane și riscurilor sociale în Depresiunea Petroșani, Andra Maria Costache

## VIII. Științe tehnice

### Premiul „Aurel Vlaicu“
- Grupul de lucrări: Caracterizarea structurării induse magnetic la scară nanometrică în ferofluide prin metode optice, Vlad-Mircea Socoliuc și Lorin-Bogdan Popescu

### Premiul „Traian Vuia“
- Grupul de lucrări: Roboți paraleli inovativi pentru aplicații medicale (“Innovation in medical parallel robots”), Doina-Liana Pîslă, Nicolae Plitea și Liviu-Călin Vaida

### Premiul „Henri Coandă“
- Grupul de lucrări: Mașini electrice pentru aplicații cu viteză variabilă: proiectare și control, Ileana Torac, Mihaela-Codruța Paicu (Ancuți), Ana-Adela Popa și Andy-Sorin Isfănuț
- Cartea: Computational modeling in biomedical engineering and medical physics, Alexandru Mihail Morega[1] (SUA), Mihaela Morega și Alin-Alexandru Dobre

### Premiul „Constantin Budeanu“
- Cartea: Advanced electric drives – an UPT selection, Sorin Mușuroi, Cristian-Vasile Lascu și Nicola-Valeriu Olarescu

### Premiul „Anghel Saligny“
- Tratatul: FUNDAȚII, vol. 3: Structuri de sprijin în ingineria geotehnică, Anghel Stanciu[1] și Florian Roman

### Premiul „Petre Sergescu“ (Istoria științelor și tehnicii)
- Cartea: I.A.R. Industria Aeronautică Română, 1925-1948, Horia-Gabriel Stoica și Radu-Dan Antoniu

## IX. Științe agricole și silvice

### Premiul „Ion Ionescu de la Brad“
- Evaluation of single nucleotide polymorphisms identified through the use of SNP assay in Romanian and Chinese Holstein and Simmental cattle breeds., Daniela Elena Ilie, Yahui Gao (China), Ioana Nicolae[1], Dongxiao Sun (China), Junya Li (China), Bo Han (China) și Dinu Gavojdian

### Premiul „Traian Săvulescu“
- Removal of bacteria, viruses, and other microbial entities by means of nanoparticles, Dan Cristian Vodnar, Laura Cot (Mitrea), Lavinia Florina Mureșan (Călinoiu), Katalin Szabo și Bianca Eugenia Ștefănescu (Vodnar)

### Premiul „Marin Drăcea“
- A generalized nonlinear mixed-effects height–diameter model for Norway spruce in mixed-uneven aged stands, Albert Ciceu, Juan Garcia-Duro (Spania), Ioan Seceleanu[1] și Ovidiu Badea[2]

### Premiul „Gheorghe Ionescu-Șișești“
- Model of color parameters variation and correction in relation to “Time-View” image acquisition effects in wheat crop., Florin Sala[1], Costin Alin Popescu[1], Mihai Valentin Herbei[1] și Ioan-Ciprian Rujescu

## X. Științe medicale

### Premiul „Iuliu Hațieganu“
- Momente de început ale stomatologiei clujene: Oameni și Fapte (1919-1948), Alexandru-Horațiu Rotar și Alexandru Rotar
- Infarctul intestinal, Constantin Ciuce[1] și Ionuț-Isaia Jeican

### Premiul „Daniel Danielopolu“
- File din Istoria Medicinei Românești, Victor Voicu[2], Irinel Popescu[2] și Eugen Târcoveanu

### Premiul „Gheorghe Marinescu“
Premiul nu a fost acordat.

### Premiul „Victor Babeș“
Premiul nu a fost acordat.

### Premiul „Constantin I. Parhon“
Premiul nu a fost acordat.

### Premiul „Ștefan S. Nicolau“
- Pandemia Covid-19 în România. Aspecte Clinice și Epidemiologice, Victor Voicu[2], Costin Cernescu[2], Irinel Popescu[2] și Șerban-Ion Bubenek-Turconi

## XI. Științe economice, juridice și sociologie

### Științe economice

#### Premiul „Petre S. Aurelian“
- Monografie statistică a Academiei de Studii Economice București. 100 de promoții de absolvenți (vol. I-II), Nicolae Istudor, Emilia Gogu, Alexandru Isaic-Maniu, Dumitru Miron[1] și Ion Vorovenci

#### Premiul „Virgil Madgearu“
- Transporturile în spațiul istoric românesc, Frantz-Daniel Fistung și Teodor Popescu

#### Premiul „Victor Slăvescu“
- The Sustainable Development Theory: A Critical Approach (vol. I-II), Ion Pohoață[1], Delia Elena Diaconașu și Vladimir Mihai Crupenschi

#### Premiul „Nicolas Georgescu Roegen“
- Sustenabilitate economică și justiție socială, Emil Dinga și Gabriela-Mariana Ionescu

### Sociologie

#### Premiul „Dimitrie Gusti“
Premiul nu a fost acordat.

#### Premiul „Henri H. Stahl“
- Social Conflict and the Making of a Globalized Place at Roșia Montană, Filip-Mihai Alexandrescu

### Științe juridice

#### Premiul „Nicolae Titulescu“
Premiul nu a fost acordat.

#### Premiul „Simion Bărnuțiu“
- Garanții civile, Radu-Alexandru Rizoiu

#### Premiul „Andrei Rădulescu“
Premiul nu a fost acordat.

## XII. Filosofie, teologie, psihologie și pedagogie

### Premiul „Constantin Rădulescu-Motru“
Premiul nu a fost acordat.

### Premiul „Mircea Florian“
- Intuiționismul matematic. Interpretări filosofice, Viorel Vizureanu

### Premiul „Ion Petrovici“
- Socrate în blugi sau filosofia pentru adolescenți, Mihai-Laurențiu Staicu

### Premiul „Vasile Conta“
Premiul nu a fost acordat.

### Premiul „Dumitru Stăniloaie“
- Emoții, afecte și sentimente în istorie, Pr. Emanoil Băbuș
- La structure ontologique-communionnelle de la personne. Aux sources théologiques et philosophiques du père Dumitru Stăniloae., Costin-Ciprian Apintiliesei

## XIII. Arte, arhitectură și audiovizual

### Premiul „George Enescu“
- Themes / Anthemes pentru orchestră, Gabriel-Vicențiu Almași

### Premiul „Ciprian Porumbescu“
Premiul nu a fost acordat.

### Premiul „George Oprescu“
- Iconografia vrăjitoriei în arta religioasă românească, Ioan Simion Pop-Curșeu și Ștefana Pop-Curșeu

### Premiul „Ion Andreescu“
- Proiectul Manifest pentru natură (Expozițiile Arte Laguna – Veneția; Salonul Național de sticlă – Galeriile „Simeza“; Salonul Național de Artă – Galeria Senat; Bienalele Internaționale de Artă Contemporană – Buzău, Bârlad), Mihăiță Țopescu (artist plastic)
- Expoziția Descânt (Muzeul Național al Literaturii Române), Marcel Lupșe (artist plastic)

### Premiul „Simion Florea Marian“
- Portul popular din Câmpia Munteniei în colecțiile Muzeului Național al Satului „Dimitrie Gusti“, Georgeta Stoica[1], Paulina Popoiu și Georgiana Onoiu

### Premiul „Duiliu Marcu“
- Ansamblul Dacia One (proiectat în 2020), Adrian-Emilian Zerva (arhitect)

### Premiul „Aristizza Romanescu“
- Filmul: Malmkrog, Emilian-Cristian Puiu (regizor)
- Lucrările: Ciclul Rezistența prin teatru (producții ale Teatrului „Act“, difuzate online în 2020, regia Alexandru Dabija); Rosto (montat în 2020, cu premiera în 2021, regia Alexandru Dabija), Marcel Iureș (actor)

## XIV. Știința și tehnologia informației

### Premiul „Grigore Moisil“
Premiul nu a fost acordat.

### Premiul „Mihai Drăgănescu“
- Monografiile: Intelligent Decision Support Systems – A Journey to Smarter Healthcare; Artificial Intelligence in Cancer: Diagnostic to Tailored Treatment, Smaranda Belciug

### Premiul „Tudor Tănăsescu“
Premiul nu a fost acordat.

### Premiul „Gheorghe Cartianu“
Premiul nu a fost acordat.